# Cook’s Welt-Reise-Zeitung
Für die deutsche Ausgabe der Cook’s Welt-Reise-Zeitung, herausgegeben von der Firma Thos. Cook& Son., dessen Haupt-Bureau für Oesterreich-Ungarn am Wiener Stephansplatz angesiedelt war, ist ein Erscheinungszeitraum 1890 bis 1914 nachgewiesen.
Herausgeber der Monatsschrift und verantwortlicher Leiter für Oesterreich-Ungarn war Johannes Caesar (1890–1897?), später wurde die Leitung von Arnold Kessler (ab 1904?) übernommen.
Das reichhaltig illustrierte Blatt publizierte Reiseberichte aus aller Welt und beinhaltete außerdem Urlaubsangebote und Inserate sowie Übersichten zu nationalen und internationalen Reise- und Zugverbindungen.